# WinMX
WinMX är ett fildelningsprogram utgivet av Frontcode Technologies som kan köras i Windows. Den officiella hemsidan och de officiella servrarna har varit offline sedan i september 2005 efter att Frontcode utsatts för påtryckningar från antipiratorganisationer, men programmet finns än idag kvar att ladda ner och installera tack vare tredjepartsmodifikationer samt en aktiv skara anhängare.
WinMX är mindre populärt än andra fildelningsprogram, bland annat på grund av gränssnittet, som anses vara ganska föråldrat i sitt utseende, men har trogna användare eftersom WinMX också sägs vara ett av de få nätverk där man fortfarande kan hitta väldigt ovanliga film- och musikfiler. En av anledningarna till att det finns så mycket annars sällsynt musik kan vara att WinMX stödjer de tecken som används i Asien, varför programvaran är populär i bland annat Japan och Kina.